# Jan Buijvoets
Johannes Gerardus (Jan) Buijvoets (Oss, 15 januari 1918 – Goor, 26 juli 2000)  was een Nederlands verzetsstrijder en politicus van de KVP.
Hij werd geboren als zoon van Marinus Franciscus Buijvoets (1882-1968; huisschilder) en Anna Maria Wagemakers (1879-1959). Na het vervullen van zijn dienstplicht begon J.G. Buijvoets kort voor de Tweede Wereldoorlog een studie Nederlands die hij niet kon afmaken. Hij ging toen werken bij de gemeentesecretarie van Oss waar hij via eerste klerk opklom tot adjunct-commies. Midden 1941 werd hij daar hoofd van de afdeling Bijzondere Overheidsmaatregelen. Samen met Louis de Bourbon, de burgemeester van Oss, trok hij er soms 's avonds op uit om inwoners van Oss te waarschuwen om onder te duiken in verband met de Arbeitseinsatz. In 1943 nam De Bourbon ontslag uit onvrede met het Duitse bewind waarna Oss eerst J.P. Pulles (NSB) en daarna H. Apeldoorn (NSB) als burgemeester kreeg. Deze laatste had Buijvoets op de ‘Zuiveringslijst van Oss’ geplaatst waarop Buijvoets begin 1944 zelf ging onderduiken. Bij verzetsactiviteiten werd hij opgepakt en samen met enkele anderen in Oss tegen een muur gezet om gefusilleerd te worden maar net op tijd kwam een jeep van het verzet aanrijden die hem heeft gered. In april 1945 kreeg Buijvoets als reserve eerste luitenant de leiding over het intussen bevrijde Kamp Westerbork om de ontmanteling daarvan in goede orde te laten verlopen. Hij zou daar, intussen bevorderd tot reserve kapitein, tot 1948 de leiding hebben. Daarnaast was hij vanaf januari 1946 directeur van de (katholieke) volkshogeschool en streekcentrum ‘Het Witte Huis’ in Borne. In Borne was hij gemeenteraadslid en hij is daar ook wethouder geweest. Midden 1969 werd Buijvoets benoemd tot burgemeester van Ambt Delden wat hij tot zijn pensionering in februari 1983 zou blijven. Hij overleed in de zomer van 2000 op 82-jarige leeftijd.